# Gebran Tueni

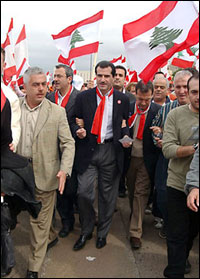
Gebran Tueni

Gebran Tueni (arabisch جبران غسان تويني, DMG Ǧibrān Ġassān Tuwayniyy; * 17. September 1957 in Beirut; † 12. Dezember 2005 in Mekalles/Beirut) war ein libanesischer Journalist und Politiker.

## Leben
Tueni gehörte einer einflussreichen christlichen (griechisch-orthodoxen) Familie im Libanon an. Er studierte Internationale Beziehungen und Journalismus an der École des Hautes Etudes Internationales in Paris und an der École Supérieure de Journalisme in Paris und Management an der INSEAD in Fontainebleau.
Tueni kam bei einem Bombenanschlag auf sein Auto im Stadtteil Mekalles von Beirut ums Leben, ebenso wie zwei weitere Personen. Er ist das jüngste Opfer einer Serie von Attentaten, die im Libanon im Jahr 2005 auf Politiker (Marwan Hamade, Rafiq Hariri, George Hawi, Elias Murr) und Journalisten (Samir Kassir, May Chidiac), die die syrische Besatzung und den Einfluss Syriens auf den Libanon kritisierten, verübt wurden. Die meisten Attentate endeten tödlich.
Tueni war verheiratet mit Siham Asseily, mit der er vier Kinder hatte.

## Tueni als Journalist
Er war Herausgeber der arabischen Tageszeitung an-Nahar sowie der Monatszeitung Noun (1997–2002). Die Tageszeitung an-Nahar wurde im Jahre 1933 von seinem Großvater gegründet und von seinem Vater Ghassan weitergeführt, die beide wie Gebran journalistisch und politisch aktiv waren.

## Tueni als Politiker
Er war Mitglied der Qurnat-Schahwan-Sammlung, einer libanesischen politischen Bewegung, die sich in Opposition zur syrischen Besatzung des Libanons formierte. Tueni schrieb im März 2000 einen aufsehenerregenden Artikel, in dem er zur Beendigung der syrischen Besatzung im Libanon aufrief.
Im Mai 2005 wurde er auf der Liste von Saad Hariri, dem Sohn des ermordeten Premierministers Rafiq Hariri, als Abgeordneter der griechisch-orthodoxen Bevölkerungsgruppe in das libanesische Parlament gewählt.
Tueni sprach sich für eine Beendigung der Amtszeit des prosyrischen Präsidenten Émile Lahoud aus.
Noch kurz vor seiner Ermordung hat Tueni eine internationale Untersuchung gefordert zu dem vor kurzen gefundenen Massengrab in Anjar, gelegen neben dem ehemaligen syrischen Geheimdienstquartier im Libanon. In einer Kolumne hat er Syrien vorgeworfen, Verbrechen gegen die Menschlichkeit sowie andere Grausamkeiten während der Besatzung des Libanon begangen zu haben.